# Luis Miguel Cotes Habeych
Luis Miguel Cotes Habeych (Santa Marta, 18 de enero de 1987), más conocido por su apodo "El Mello Cotes", es un político  colombiano. Fue diputado de la Asamblea Departamental del Magdalena entre 2007 y 2009, y gobernador del departamento del Magdalena entre 2012 y 2015.

## Carrera política
En las elecciones regionales de 2007 llegó a la Asamblea Departamental del Magdalena en representación del Partido Liberal colombiano. Fue el candidato con la más alta votación entre sus compañeros diputados, lograron 12 mil votos. Cotes logró su curúl de diputado mientras estudiaba administración de empresas en la Universidad del Norte en Barranquilla, por lo que tuvo que suspender sus estudios universitarios.
Luego de dos años y seis meses, renunció para reanudar sus estudios universitarios en la Universidad Santo Tomás de Barranquilla.
Cotes inicialmente se postuló a la gobernación del departamento del Magdalena para las elecciones regionales de 2011, sin embargo, salieron a relucir supuestos apoyos políticos por parte de individuos relacionados con la corrupción y la criminalidad, como los exgobernadores Trino Luna, condenado por parapolítica, y Ómar Díazgranados, suspendido por corrupción, por lo que renunció a obtener el aval del Partido Liberal colombiano. Se decidió entonces lanzar su candidatura como independiente bajo el movimiento cívico Respeto por el Magdalena, recogiendo 160 mil firmas para inscribirse.
Su campaña tomó un tinte musical, al usar sus dotes en el acordeón para cautivar amplios sectores populares, e incluso grabó su jingle de campaña en vallenato de la mano del cantante Poncho Zuleta y el acordeón de Emilianito Zuleta.
Cotes Habeych fue elegido gobernador del Magdalena a los 24 años de edad, siendo hasta la fecha el gobernador electo más joven.
En las Elecciones regionales de 2019, Cotes se postuló nuevamente como candidato a la gobernación del Magdalena con la Coalición "Magdalena Gana" (G.S.C. Mello Magdalena Gana, Liberal, Conservador, Cambio Radical), pero no resultó elegido. La elección la ganó el candidato de Fuerza Ciudadana Carlos Caicedo, exalcalde de Santa Marta.

## Familia
Es hijo de Álvaro Cotes Vives más conocido como el conejo y Liliana del Socorro Habeych Galvis. Luis Miguel tiene un hermano mellizo llamado Álvaro Cotes Habeych, por lo que los apodan "Los Mellos Cotes". Su padre Álvaro y su tío Luis Miguel Cotes Vives, son conocidos como "los Conejos", ambos contratistas y otrora caciques del Partido liberal. Su tía es Rosa Cotes Vives, quien fungió como Gestora Social durante su tenuria como gobernador del Magdalena, y luego la apoyó para ser electa también gobernadora del mismo departamento.
En el 2016 Luis Miguel contrajo matrimonio con la actriz caleña, Carina Cruz.